# 夸尔特 (赫罗纳省)
夸尔特，是西班牙加泰罗尼亚赫罗纳省的一个市镇。总面积38平方公里，总人口3441人（2014年），人口密度90人/平方公里。